# Seznam rektorů Masarykovy univerzity

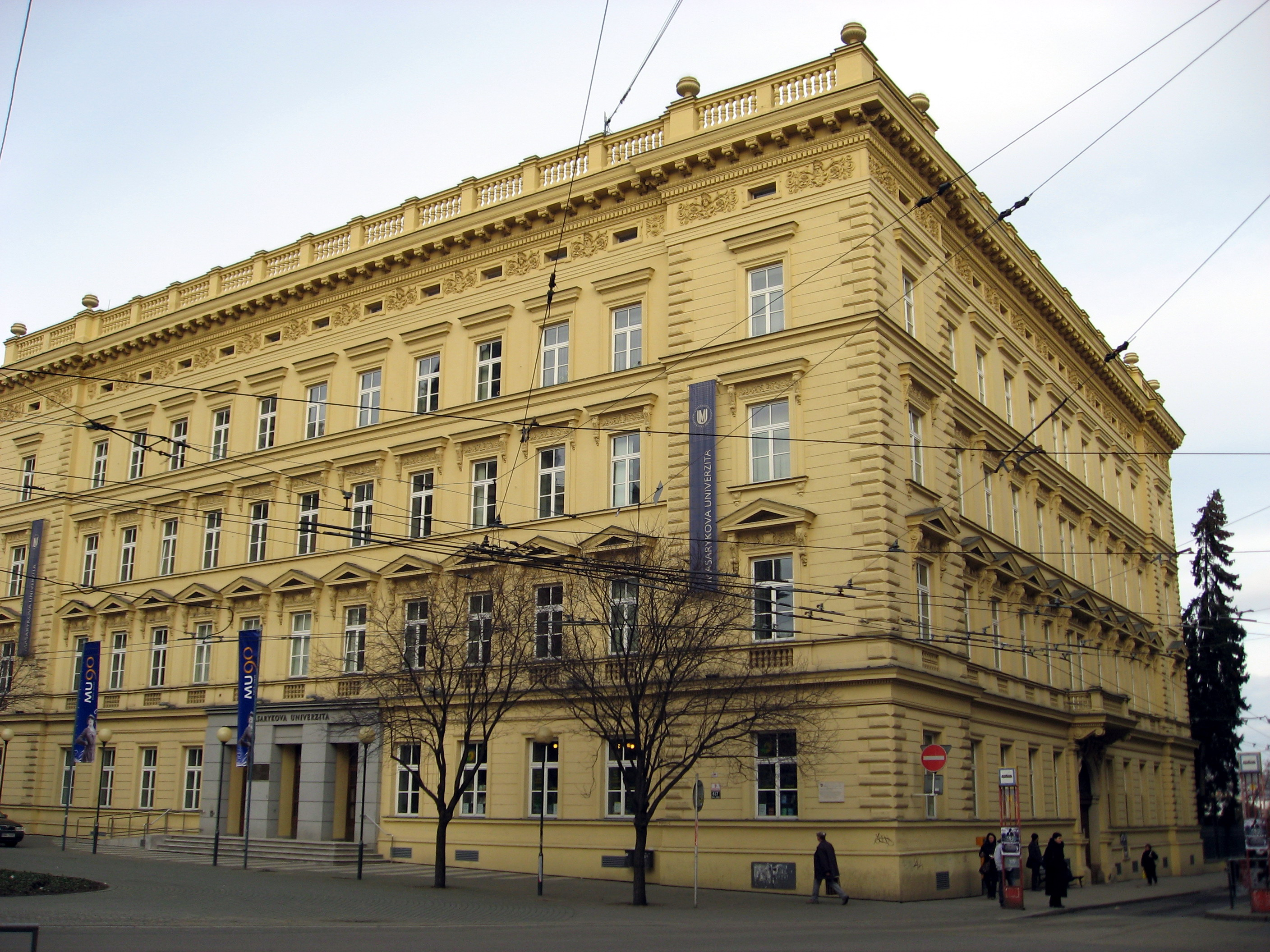
Sídlo rektorátu Masarykovy univerzity

Toto je chronologický seznam rektorů Masarykovy univerzity (MU) se sídlem v Brně, která byla založena v roce 1919.

## Volba
Dle současných pravidel volí rektora v tajném hlasování akademický senát. Při volbě musí být přítomny alespoň dvě třetiny senátorů a kandidátovi musí vyjádřit podporu nadpoloviční většina všech členů senátu. Zvoleného kandidáta jmenuje prezident České republiky na návrh ministra školství.

## Chronologický přehled
| Pořadí | Portrét                                                                | Jméno (narození – úmrtí)        | Nástup do úřadu | Opuštění úřadu               | Podrobnosti | Kvestor | Prorektoři |
| ------ | ---------------------------------------------------------------------- | ------------------------------- | --------------- | ---------------------------- | --- | --- | --- |
| 1.     |                                                                        | Karel Engliš (1880–1961)        | 1919            | 1920                         | zasadil se o zřízení univerzity, první rektor                                                                     | Antonín Janeček (1919–1938) | Pavel Ludvík Kučera … |
| 2.     |                                                                        | Pavel Ludvík Kučera (1872–1928) | 1920            | 1921                         | první děkan lékařské fakulty                                                                                      | Antonín Janeček (1919–1938) | |
| 3.     |                                                                        | Bohumil Kužma (1873–1943)       | 1921            | 1922                         | děkan přírodovědecké fakulty                                                                                      | Antonín Janeček (1919–1938) | |
| 4.     |                                                                        | Václav Vondrák (1859–1925)      | 1922            | 1923                         | děkan filozofické fakulty                                                                                         | Antonín Janeček (1919–1938) | |
| 5.     |                                                                        | František Weyr (1879–1951)      | 1923            | 1924                         | první děkan právnické fakulty                                                                                     | Antonín Janeček (1919–1938) | |
| 6.     |                                                                        | Edward Babák (1873–1926)        | 1924            | 1925                         | děkan lékařské fakulty                                                                                            | Antonín Janeček (1919–1938) | |
| 7.     |                                                                        | Vojtěch Rosický (1880–1942)     | 1925            | 1926                         | děkan přírodovědecké fakulty                                                                                      | Antonín Janeček (1919–1938) | |
| 8.     |                                                                        | Bohumil Navrátil (1870–1936)    | 1926            | 1927                         | děkan filozofické fakulty                                                                                         | Antonín Janeček (1919–1938) | |
| 9.     |                                                                        | Jaroslav Kallab (1879–1942)     | 1927            | 1928                         | děkan právnické fakulty                                                                                           | Antonín Janeček (1919–1938) | |
| 10.    |                                                                        | Otomar Völker (1871–1955)       | 1928            | 1929                         | děkan lékařské fakulty                                                                                            | Antonín Janeček (1919–1938) | |
| 11.    |                                                                        | Bohuslav Hostinský (1884–1951)  | 1929            | 1930                         | děkan přírodovědecké fakulty                                                                                      | Antonín Janeček (1919–1938) | |
| 12.    |                                                                        | Stanislav Souček (1870–1935)    | 1930            | 1931                         | děkan filozofické fakulty                                                                                         | Antonín Janeček (1919–1938) | |
| 13.    |                                                                        | Bohumil Baxa (1874–1942)        | 1931            | 1932                         | děkan právnické fakulty                                                                                           | Antonín Janeček (1919–1938) | |
| 14.    |                                                                        | Rudolf Vanýsek (1876–1957)      | 1932            | 1933                         | děkan lékařské fakulty                                                                                            | Antonín Janeček (1919–1938) | |
| 15.    |                                                                        | Jan Zavřel (1879–1946)          | 1933            | 1934                         | děkan přírodovědecké fakulty                                                                                      | Antonín Janeček (1919–1938) | |
| 16.    |                                                                        | Jan Krejčí (1868–1942)          | 1934            | 1935                         | děkan filozofické fakulty                                                                                         | Antonín Janeček (1919–1938) | |
| 17.    |                                                                        | Dobroslav Krejčí (1869–1936)    | 1935            | 1936                         | děkan právnické fakulty                                                                                           | Antonín Janeček (1919–1938) | |
| 18.    |                                                                        | František Berka (1876–1962)     | 1936            | 1937                         | děkan lékařské fakulty                                                                                            | Antonín Janeček (1919–1938) | |
| 19.    |                                                                        | Josef Podpěra (1878–1954)       | 1937            | 1938                         | děkan přírodovědecké fakulty                                                                                      | Antonín Janeček (1919–1938) | |
| 20.    |                                                                        | Arne Novák (1880–1939)          | 1938            | 26. listopadu 1939           | děkan filozofické fakulty                                                                                         | Stanislav Zháněl (1938–1955) | |
| 20.    | během druhého funkčního období zemřel                                  | Arne Novák (1880–1939)          | 1938            | 26. listopadu 1939           | Stanislav Zháněl (1938–1955)                                                                                      | Josef Podpěra … | |
| 21.    |                                                                        | Josef Podpěra (1878–1954)       | 1939            | 1942                         | úřadující prorektor uzavřené univerzity                                                                           | Stanislav Zháněl (1938–1955) | |
| 22.    |                                                                        | Václav Neumann (1884–1956)      | 18. května 1945 | 1947                         | instalován do funkce po osvobození, děkan lékařské fakulty                                                        | Stanislav Zháněl (1938–1955) | |
| 22.    | zvolen pro akademický rok 1945/1946                                    | Václav Neumann (1884–1956)      | 18. května 1945 | 1947                         | Stanislav Zháněl (1938–1955)                                                                                      | | |
| 22.    | zvolen pro akademický rok 1946/1947                                    | Václav Neumann (1884–1956)      | 18. května 1945 | 1947                         | Stanislav Zháněl (1938–1955)                                                                                      | | |
| 23.    |                                                                        | Ladislav Seifert (1883–1956)    | 1947            | 1948                         | děkan přírodovědecké fakulty                                                                                      | Stanislav Zháněl (1938–1955) | |
| 24.    |                                                                        | František Trávníček (1888–1961) | 1948            | 1959                         | děkan filozofické fakulty děkan pedagogické fakulty                                                               | Stanislav Zháněl (1938–1955), František Kučera (1956–1960)                                                                              | Ladislav Seifert (do 1950), Theodor Martinec (od 1953) |
| 25.    |                                                                        | Theodor Martinec (1909–1989)    | 1959            | 1970                         | děkan přírodovědecké fakulty, na počátku normalizace zbaven funkce                                                | František Kučera (1956–1960), Miroslav Vahala (1960–1975)                                                                               | Milan Jelínek (od 1966), Jan Vanýsek |
| 26.    |                                                                        | Jaromír Vašků (1924–2017)       | 1970            | 1973                         | | Miroslav Vahala (1960–1975) | |
| 27.    |                                                                        | Vojtěch Kubáček (1917–2010)     | 1973            | 1983                         | | Miroslav Vahala (1960–1975), Antonín Brzobohatý (1976–1987)                                                                             | Bedřich Čerešňák (od 1980) … |
| 28.    |                                                                        | Bedřich Čerešňák (1931–2018)    | 1983            | 31. ledna 1990               | prorektor | Antonín Brzobohatý (1976–1987), Josef Burda[nepřesný odkaz] (1987–1991)                                                                 | |
| 29.    |                                                                        | Milan Jelínek (1923–2014)       | 1. února 1990   | 31. srpna 1992               | děkan filozofické fakulty                                                                                         | Josef Burda[nepřesný odkaz] (1987–1991), František Gale (1991–2003)                                                                     | Jiří Zlatuška … |
| 30.    |                                                                        | Eduard Schmidt (1935–2021)      | 1. září 1992    | 31. srpna 1998               | děkan přírodovědecké fakulty                                                                                      | František Gale (1991–2003) | Pavel Bravený, Otta Říha (do 1996), Jiří Šrámek, Ivan Vágner, Josef Janás (od 1996) |
| 31.    |                                                                        | Jiří Zlatuška (* 1957)          | 1. září 1998    | 31. srpna 2004               | děkan fakulty informatiky, zvolen 20. dubna 1998 akademickým senátem, mandát vypršel 31. srpna 2001               | František Gale (1991–2003) | Eduard Schmidt, Zuzana Brázdová, Jiří Fukač, Zdeňka Gregorová |
| 31.    | zvolen 4. května 2001 akademickým senátem                              | Jiří Zlatuška (* 1957)          | 1. září 1998    | 31. srpna 2004               | František Gale (1991–2003), Ladislav Janíček (2003–2011)                                                          | Eduard Schmidt, Zuzana Brázdová, Zdeňka Gregorová, Jan Slovák (od 16. března 2004)                                                      | |
| 32.    |                                                                        | Petr Fiala (* 1964)             | 1. září 2004    | 31. srpna 2011               | děkan fakulty sociálních studií, zvolen 26. dubna 2004 akademickým senátem, mandát vypršel 31. srpna 2007         | Ladislav Janíček (2003–2011) | Mikuláš Bek, Zuzana Brázdová, Jana Musilová, Antonín Slaný, Jan Slovák (do 30. listopadu 2005), Ivana Černá (od 1. července 2006), Ivan Rektor (od 1. července 2006) |
| 32.    | zvolen 2. dubna 2007 akademickým senátem                               | Petr Fiala (* 1964)             | 1. září 2004    | 31. srpna 2011               | Ladislav Janíček (2003–2011)                                                                                      | Mikuláš Bek, Ivana Černá, Jana Musilová, Ivan Rektor, Antonín Slaný, Jan Svatoň (do 31. března 2011), Jiří Němec (od 1. dubna 2011)     | |
| 33.    |                                                                        | Mikuláš Bek (* 1964)            | 1. září 2011    | 31. srpna 2019               | prorektor pro strategii a vnější vztahy, zvolen 26. dubna 2011 akademickým senátem, mandát vypršel 31. srpna 2015 | Jan Vitula (2011–2012), Ladislav Janíček (2012–2014), Michal Sellner (2014, pověřený), Martin Veselý (2014–2016)                        | Martin Bareš, Ivana Černá, Petr Dvořák, Petr Fiala (do 15. května 2012), Ladislav Janíček (do 31. března 2012), Jiří Němec (do 31. ledna 2015), Josef Janyška (od 5. června 2012), Ladislav Rabušic (od 5. června 2012), Ivan Malý (od 15. července 2012), Naděžda Rozehnalová (od 1. dubna 2015) |
| 33.    | zvolen 20. dubna 2015 akademickým senátem                              | Mikuláš Bek (* 1964)            | 1. září 2011    | 31. srpna 2019               | Martin Veselý (2014–2016), Emilie Zichová (2016, pověřená), Marta Valešová (2016–)                                | Martin Bareš (do 31. ledna 2018), Michal Bulant, Petr Dvořák, Ivan Malý, Markéta Pitrová, Naděžda Rozehnalová, Hana Svatoňová (od 2016) | |
| 34.    |                                                                        | Martin Bareš (* 1968)           | 1. září 2019    | mandát vyprší 31. srpna 2027 | děkan lékařské fakulty, zvolen 1. dubna 2019 akademickým senátem, mandát vypršel 31. srpna 2023                   | Marta Valešová (2016–) | Břetislav Dančák, Michal Bulant, Šárka Pospíšilová, Jiří Hanuš, Radim Polčák, Hana Svatoňová (do 30. září 2020), Vladimír Žítek (do 30. září 2020), Simona Koryčánková (od 6. října 2020 do dubna 2023), Martin Kvizda (od 6. října 2020 do dubna 2023)                                           |
| 34.    | zvolen 3. dubna 2023 akademickým senátem, mandát vyprší 31. srpna 2027 | Martin Bareš (* 1968)           | 1. září 2019    | mandát vyprší 31. srpna 2027 | Marta Valešová (2016–2024), David Póč (2024–)                                                                     | Radim Polčák, Michal Bulant, Šárka Pospíšilová, Jiří Hanuš, Monika Jandová, Petr Suchý, Jana Fialová                                    | |